# Quinton Byfield
Quinton Byfield (Newmarket, Ontario, 19 de agosto de 2002) es un jugador profesional canadiense de hockey sobre hielo que se desempeña en la posición de extremo derecho en Los Angeles Kings, equipo de la National Hockey League (NHL).

## Carrera
Fue seleccionado en la primera ronda en la NHL Entry Draft de 2020. Hizo su debut profesional con el equipo Los Angeles Kings, donde lleva jugando cuatro temporadas.